# Plessa
Plessa (em baixo sorábio: Plesow) é um município da Alemanha, situado no distrito de Elbe-Elster, no estado de Brandemburgo. Tem 52,42 km² de área, e sua população em 2019 foi estimada em 2.613 habitantes.